# موز بوكي
موز بوكي (الاسم العلمي: Musa bukensis) هو نوع من النباتات يتبع جنس الموز من فصيلة الموزية.